# José Antonio Pardo
José Antonio Pardo Lucas (Puzol, Valencia, 21 de abril de 1988), más conocido como Pardo, es un futbolista español que juega de defensa en el Club Deportivo Extremadura 1924 del Grupo XIV de la Tercera Federación.

## Biografía
Nació en el municipio valenciano de Puzol en el año 1988. Desde niño se quiso dedicar al mundo del fútbol, comenzando a jugar en la categoría infantil del Valencia Club de Fútbol hasta que en 2006 debutó como jugador profesional en el Villarreal Club de Fútbol, entrando más tarde en el Villarreal Club de Fútbol "C", donde jugó dos temporadas.
A partir del año 2008 cambió de equipo y firmó el Alicante Club de Fútbol "B". En 2009 estuvo durante un año en el Villajoyosa Club de Fútbol y en 2010 fichó por dos temporadas con el Valencia Club de Fútbol Mestalla. Posteriormente, el 31 de agosto de 2012, firmó un contrato de dos años con el Real Club Recreativo de Huelva de la Segunda División.
El 30 de julio de 2013 fichó por el Real Oviedo. Al año siguiente, el 17 de julio concretamente, el Hércules C. F. anunció su fichaje por una temporada. El 29 de enero de 2015 el club alicantino publicó en su web un comunicado oficial en el que anunciaba la rescisión de su contrato. Más tarde, se comprometió con el Lorca F. C.
En la temporada 2016-17 firmó por la A. D. Mérida. Para la siguiente fichó por el Extremadura U. D., donde logró al final de la temporada 2017-18 el ascenso de su equipo a la Segunda División.
En septiembre de 2020 inició una nueva aventura en la U. D. Ibiza. El 23 de mayo de 2021 logró el ascenso a la Segunda División tras vencer en la final del play-off de ascenso al UCAM Murcia C. F. en el Nuevo Vivero.
El 19 de julio de 2021 recaló en el C. D. Badajoz para jugar en la Primera División RFEF. En la misma categoría siguió compitiendo la temporada siguiente después de firmar por el Club Deportivo Eldense el 29 de junio de 2022. Con este equipo ascendió a la Segunda División antes de marcharse a la India en agosto de 2023 tras fichar por el East Bengal F. C. de la Superliga.
En junio de 2024 volvió a Almendralejo, donde ya había estado entre 2017 y 2020, para jugar en el C. D. Extremadura.

## Clubes
| Club                       | País   | Año       |
| -------------------------- | ------ | --------- |
| Villarreal C. F. "C"       | España | 2007-2008 |
| Alicante C. F. "B"         | España | 2008-2009 |
| Villajoyosa C. F.          | España | 2009-2010 |
| Valencia C. F. Mestalla    | España | 2010-2012 |
| R. C. Recreativo de Huelva | España | 2012-2013 |
| Real Oviedo                | España | 2013-2014 |
| Hércules C. F.             | España | 2014-2015 |
| Lorca F. C.                | España | 2015-2016 |
| A. D. Mérida               | España | 2016-2017 |
| Extremadura U. D.          | España | 2017-2020 |
| U. D. Ibiza                | España | 2020-2021 |
| C. D. Badajoz              | España | 2021-2022 |
| C. D. Eldense              | España | 2022-2023 |
| East Bengal F. C.          | India  | 2023-2024 |
| C. D. Extremadura          | España | 2024-act. |

## Palmarés

### Títulos nacionales
| Título             | Club                    | País   | Año  |
| ------------------ | ----------------------- | ------ | ---- |
| Tercera División   | Valencia C. F. Mestalla | España | 2011 |
| Segunda División B | U. D. Ibiza             | España | 2021 |
| Copa Federación    | C. D. Extremadura       | España | 2024 |
| Tercera Federación | C. D. Extremadura       | España | 2025 |